# Muse (Muse)
Muse è il primo EP del gruppo musicale britannico omonimo, pubblicato l'11 maggio 1998 dalla Dangerous Records.

## Descrizione
Realizzato allo studio di registrazione Sawmills Studio, di proprietà di Dennis Smith che lasciò lo studio a disposizione dei Muse dopo aver visto questi ultimi esibirsi in un concerto in Cornovaglia, l'EP fu pubblicato in tiratura limitata a 999 copie numerate a mano. Ulteriori copie vennero distribuite alle stazioni radio, ai giornalisti e vendute tramite corrispondenza nei negozi di dischi indipendenti.
La copertina del disco raffigura il volto del batterista Dominic Howard fotocopiato distorto. L'immagine della copertina è stata ispirata a diversi poster che appaiono sul muro in una scena del film L'esercito delle 12 scimmie di Terry Gilliam del 1995.

## Tracce
Testi e musiche di Matthew Bellamy.
1. Overdue – 4:09
2. Cave – 4:44
3. Coma – 3:34
4. Escape – 3:20

## Formazione
Gruppo
- Matthew Bellamy – voce, chitarra, pianoforte, produzione
- Chris Wolstenholme – basso, voce, produzione
- Dominic Howard – batteria, produzione

Produzione
- Paul Reeve – produzione, registrazione; missaggio di Cave e di Coma
- John Cornfield – missaggio di Overdue e di Escape